# Françoise d'Aubigné
Françoise d’Aubigné (Niort 27 de novembro de 1635 — Saint-Cyr-l'École, 15 de abril de 1719), foi uma nobre francesa considerada nominalmente consorte do rei Luís XIV, que se casou secretamente com ela. Ficou conhecida como Marquesa de Maintenon, ou como Madame de Maintenon. Foi a esposa e depois a viúva do escritor Paul Scarron.  Ela foi a fundadora da Maison Royale de Saint-Louis (em português: Casa Real de São-Luís). Casou-se secretamente com Luís XIV, Rei de França e de Navarra.

## Biografia

### Infância
Françoise d'Aubigné era a filha do huguenote Constant d'Aubigné (filho do poeta e amigo do rei Henrique IV de França: Agrippa d'Aubigné) e da sua segunda esposa Jeanne de Cardilhac. Françoise d'Aubigné nasceu no dia 27 de novembro de 1635 na prisão de Niort, onde o seu pai estava preso por conspirar contra o Cardeal de Richelieu e também por dívidas. Sua mãe batizou-a na igreja católica, e seus padrinhos foram: Suzanne de Baudéan, filha da Condessa de Neuillant e o Duque de La Rochefoucauld, pai de François de La Rochefoucauld, autor do famoso livro conhecido como as Máximas.
Em 1639, o pai de Françoise foi libertado da prisão e mudou-se com a família para a ilha de Martinica. Jeanne era uma mãe rígida e deu aos filhos uma educação protestante (apesar de seus batismos católicos). Constant voltou para a França, deixando sua esposa e filhos na Martinica. Jeanne estava sempre tentando ser "mãe e pai" para seus filhos e, finalmente, conseguiu voltar para a França em 1647. Poucos meses depois do seu regresso a França, seu marido morreu, e Françoise foi entregue aos cuidados de sua tia Louise Arthemise d'Aubigné, conhecida como Madame de Villette, irmã de seu pai. A vida na casa dos Villette, o Castelo de Mursay, em Échiré, renderam boas lembranças para Françoise. Os Villettes eram ricos e cuidaram bem da menina, mas eles eram fervorosos protestantes e continuaram a instruí-la em suas crenças. Quando isto chegou aos ouvidos da condessa de Neuillant, ela ordenou que a menina fosse educada em um convento.
Françoise não gostou da vida no convento, mas ela cresceu lá e aprendeu a amar uma das freiras, a Irmã Celeste. Após um pedido da Irmã Celeste, Françoise teve sua Primeira Comunhão.
Mais tarde, Madame de Neuillant, a mãe da madrinha de Françoise, a levou para Paris e a apresentou para homens e mulheres sofisticados, a fim de formar-se elos dos quais ela precisaria no futuro.
Porém, ao se casar com Paul Scarron, um dramaturgo 25 anos mais velho, ficou viúva e herdou uma quantia que lhe garantiu certa segurança financeira.

### A serviço dos filhos do rei
Francisca Atenas de Rochechouart o convidou para a corte da França em 1668 . Em 1669 , sob proposta de Madame de Heudicourt, aceita o cargo de governanta dos filhos ilegítimos do rei e Madame de Montespan visto que ela acabava de recusar ser a companheira de Marie Françoise de Savoie -Nemours , Rainha de Portugal . Ela, portanto, se estabeleceu perto da capital em um grande hotel na aldeia de Vaugirard , viveu lá com a maior discrição e encontrou lá pela primeira vez o rei que se aventurou ali para ver seus filhos.
Em uma das discretas visitas aos filhos, o rei conheceu Françoise e logo fez uma amizade, perguntando sobre as características das crianças e nutrindo uma relação de segurança com a cuidadora. A proximidade criou uma intimidade entre os dois, que compartilhavam suas experiências íntimas e pessoais como bons amigos. Em pouco tempo, a proximidade deu espaço a uma paixãoFrançoise era três anos mais velha que Luís XIV e carregava um passado de experiências distintas da realidade das outras companheiras do rei
Com sua experiência, foi uma pessoa de confiança de Luís XIV nos 40 últimos anos de seu governo, que inicia quando o rei a convence a se mudar, junto aos filhos, para sua residência em Saint-Germain, na França. Sem terminar seu relacionamento com sua então esposa, Maria Teresa de Áustria, conferiu a amante o título de Marquesa de Maintenon, em 1675.

### O casamento secreto
Com o falecimento da esposa, em 1683, o rei armou um casamento discreto com Françoise d'Aubigné em outubro e só se encerrou com o falecimento de Luís XIV, em 1715. Durante o tempo sendo o braço direito do marido, foi enaltecida pela personalidade humilde e generosa, chegando a criar uma organização de amparo a mulheres pobres.
Apesar dos registros intensos de sua sexualidade florescida, não há registros de amantes ou traições do rei durante seu duradouro casamento com Françoise, que também nunca mais se interessou por outra pessoa.

### Últimos anos
Em 1715 , três dias antes da morte do rei, Madame de Maintenon retirou-se para Saint-Cyr na Casa Real de Saint-Louis , um internato responsável pela educação de meninas nobres e pobres, fundado em 1686 . Ela recebe lá, o11 de junho de 1717, a visita do Czar Pedro o Grande que "veio ver tudo o que valeu a pena na França". Ela morreu lá em15 de abril de 1719, quatro anos depois do rei, aos 83 anos.

### Nas artes
- Françoise d'Aubigné é interpretada por Cathialine Andria no musical Le Roi Soleil dirigido por Kamel Ouali .
- Madame Maintenon é interpretado, sozinho no palco, e dirigido por Lorraine Pintal na peça Mrs. Louis 14 em 1988 no teatro da extensão, depois apresentada em Quebec e no Canadá, e depois no Festival de Francofonia de Limoges. Na primavera de 2011, a peça foi reeditada, ainda com Lorraine Pintal no papel-título e encenada no teatro Rideau Vert (Alusão na correspondência geral de Madame de Maintenon, carta LXII de 6 de fevereiro de 1675  ; história agradável em F. Hadernagor, The King's Alley, Capítulo 11).
- Na série Versalles , apresentando a vida romantizada de Luís XIV, Madame de Maintenon é interpretada por Catherine Walker.